# Сады и парки Антиба

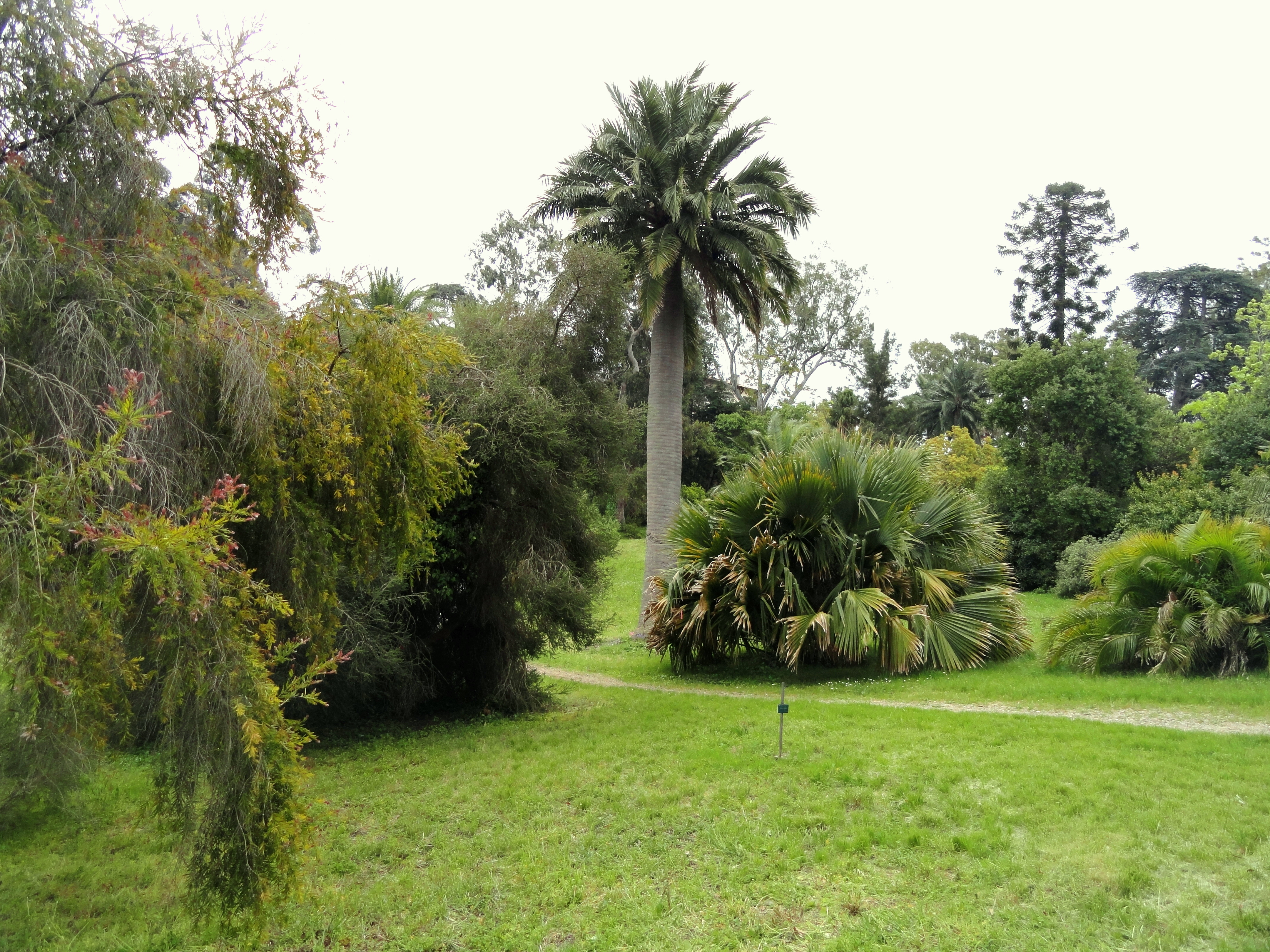
На территории Антиба много садов и парков развлечений

Сады и парки Антиба — зеленые насаждения и места для отдыха, которые размещаются на территории города Антиба во Франции.

## Описание

### Сад Тюре
Сад Тюре (фр. Jardin Thuret) был основан ботаником Гюставом Тюре. Он приобрел участок площадью 4 гектара в 1857 году и стал проводить на его территории различные эксперименты, основная цель которых — добиться акклиматизации тропических растений. Его эксперименты завершились успешно и он стал выращивать в своем саду австралийские эвкалипты и разные виды экзотических растений. Местные жители называли Гюстава Тюре не иначе, как «Безумным ботаником», из-за его постоянных экспериментов. Спустя несколько лет в саду Тюре стали расти пальмы и место получило известность за пределами Антиба — сюда стали приезжать знаменитости. В XXI веке в саду Тюре растут растения из Африки, Чили, Мексики, здесь есть розарий и деревья с гигантскими стволами. Сад считается самым старым ботаническим садом, который располагается на территории Лазурного Берега. Всего там представлено около 3 0000 видов растений.

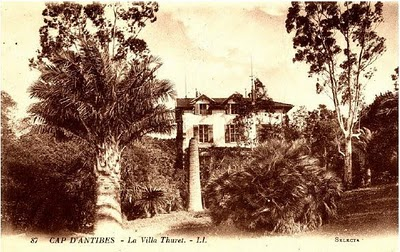
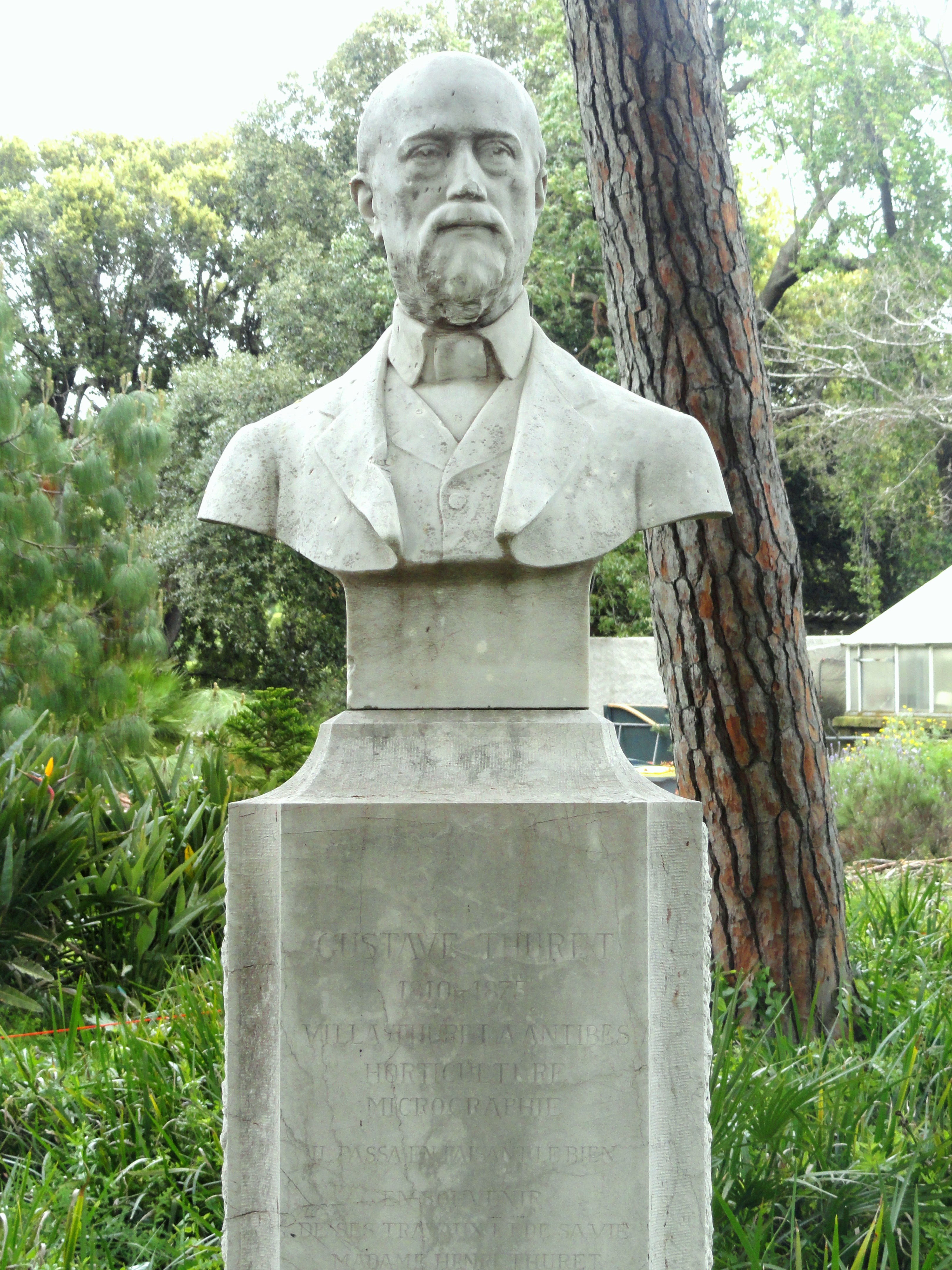
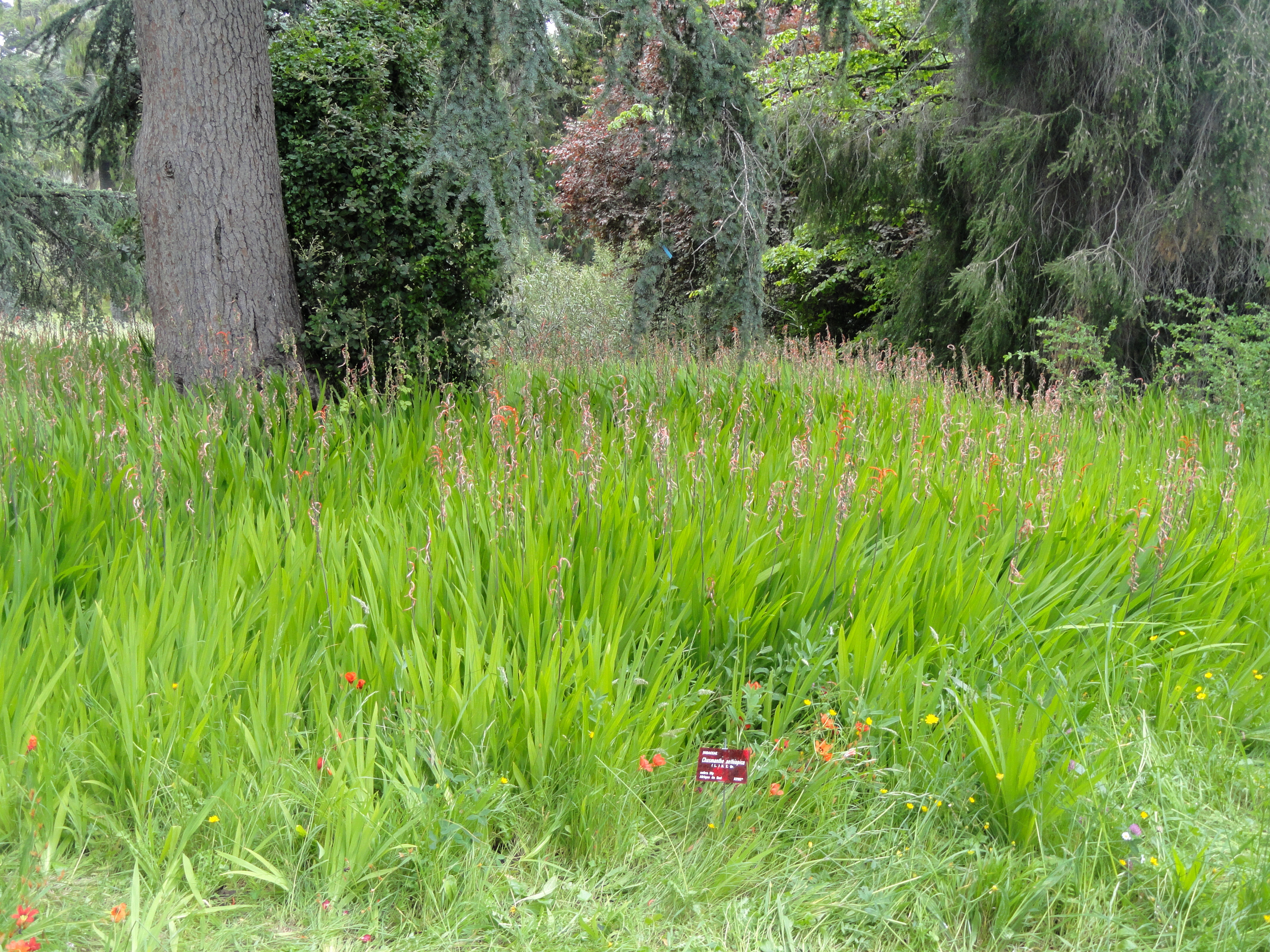
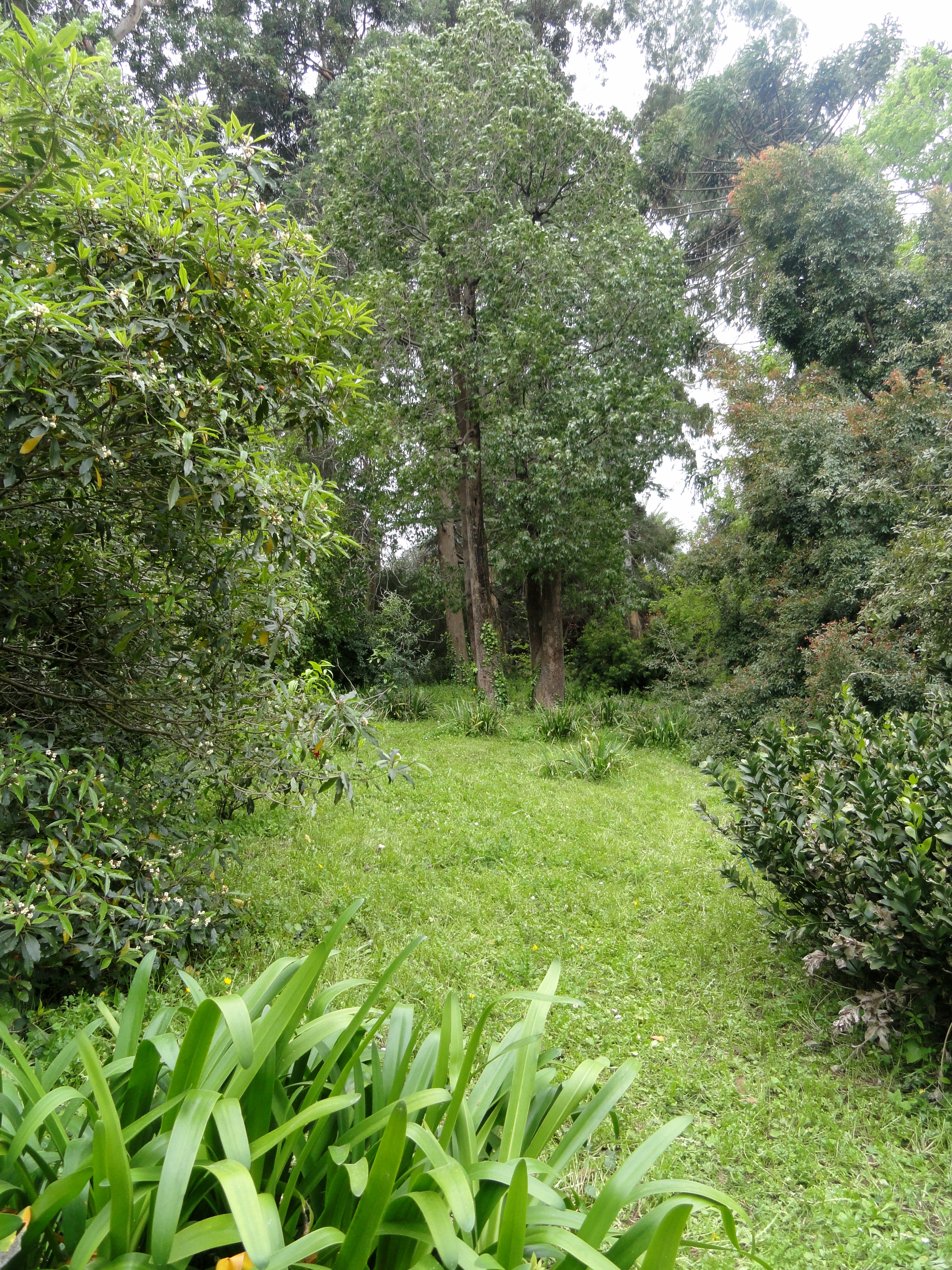
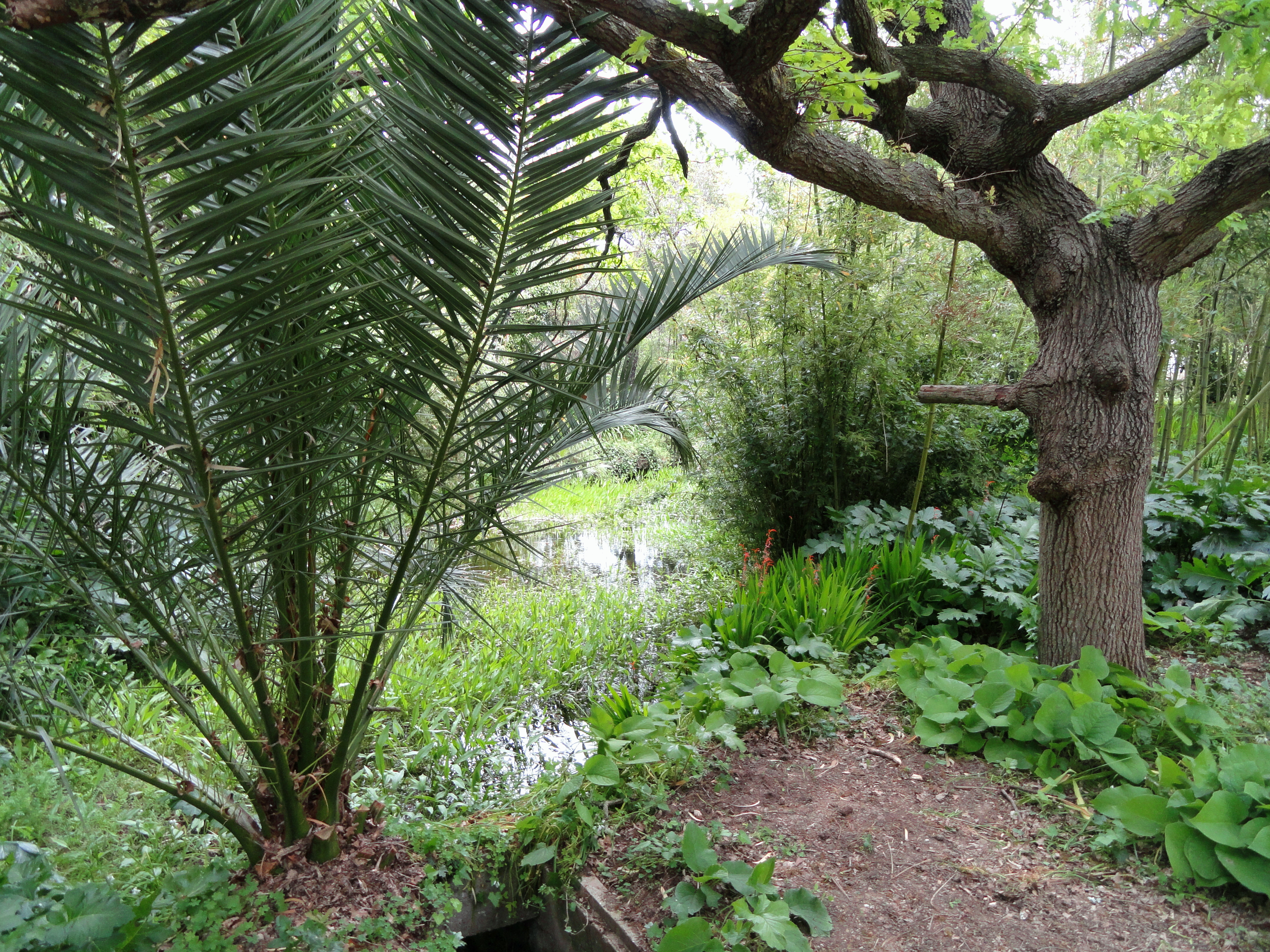
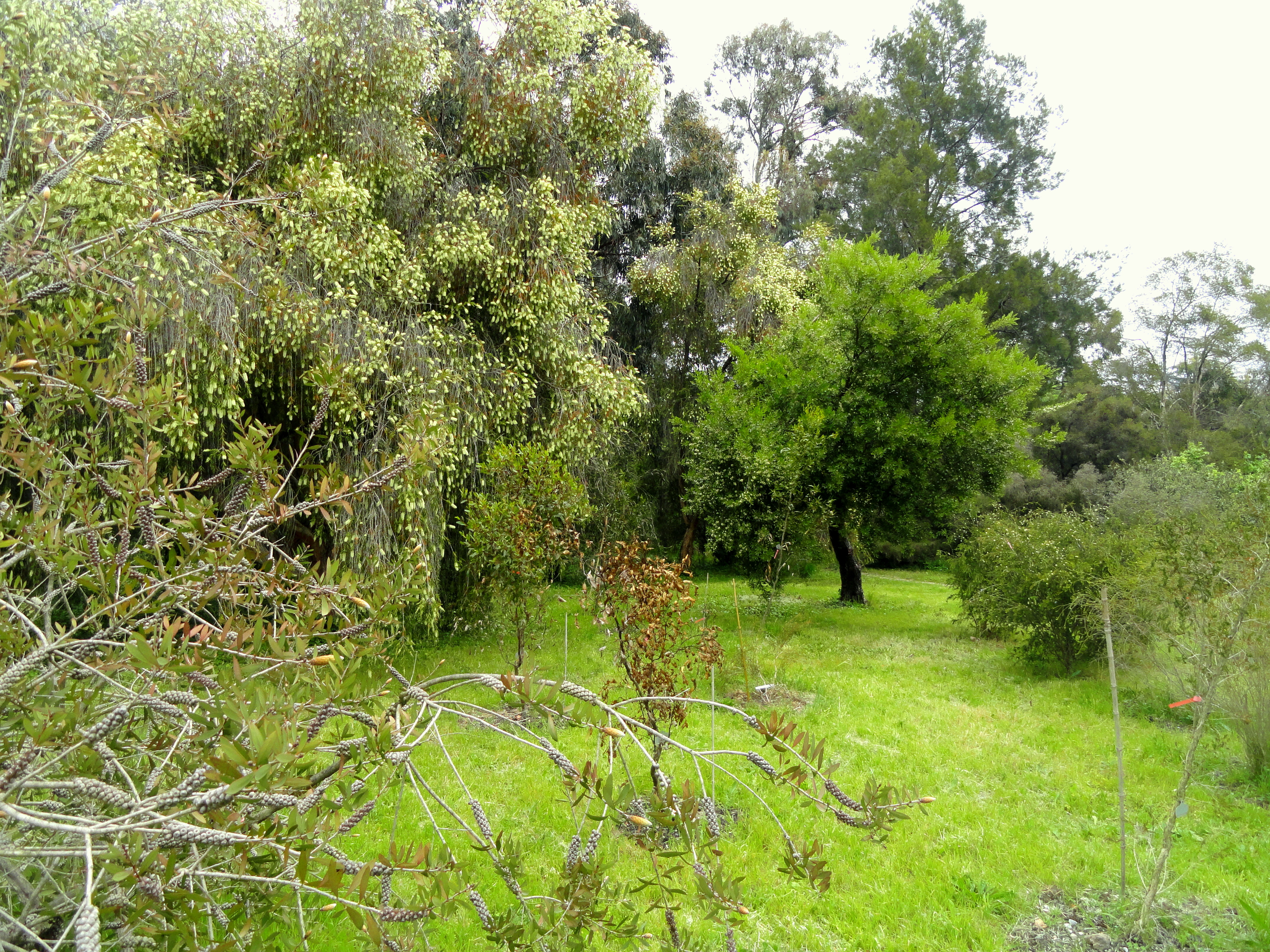
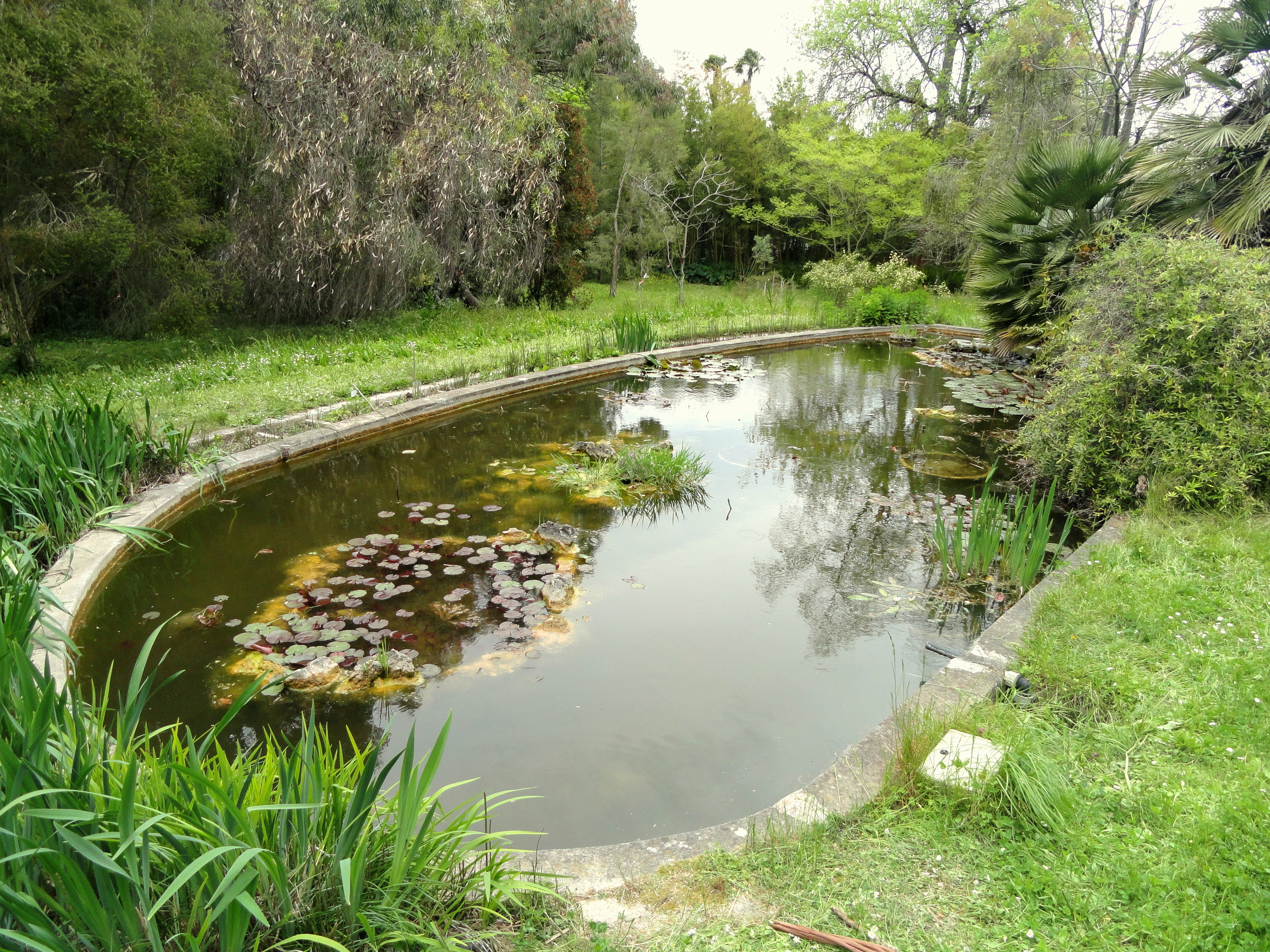
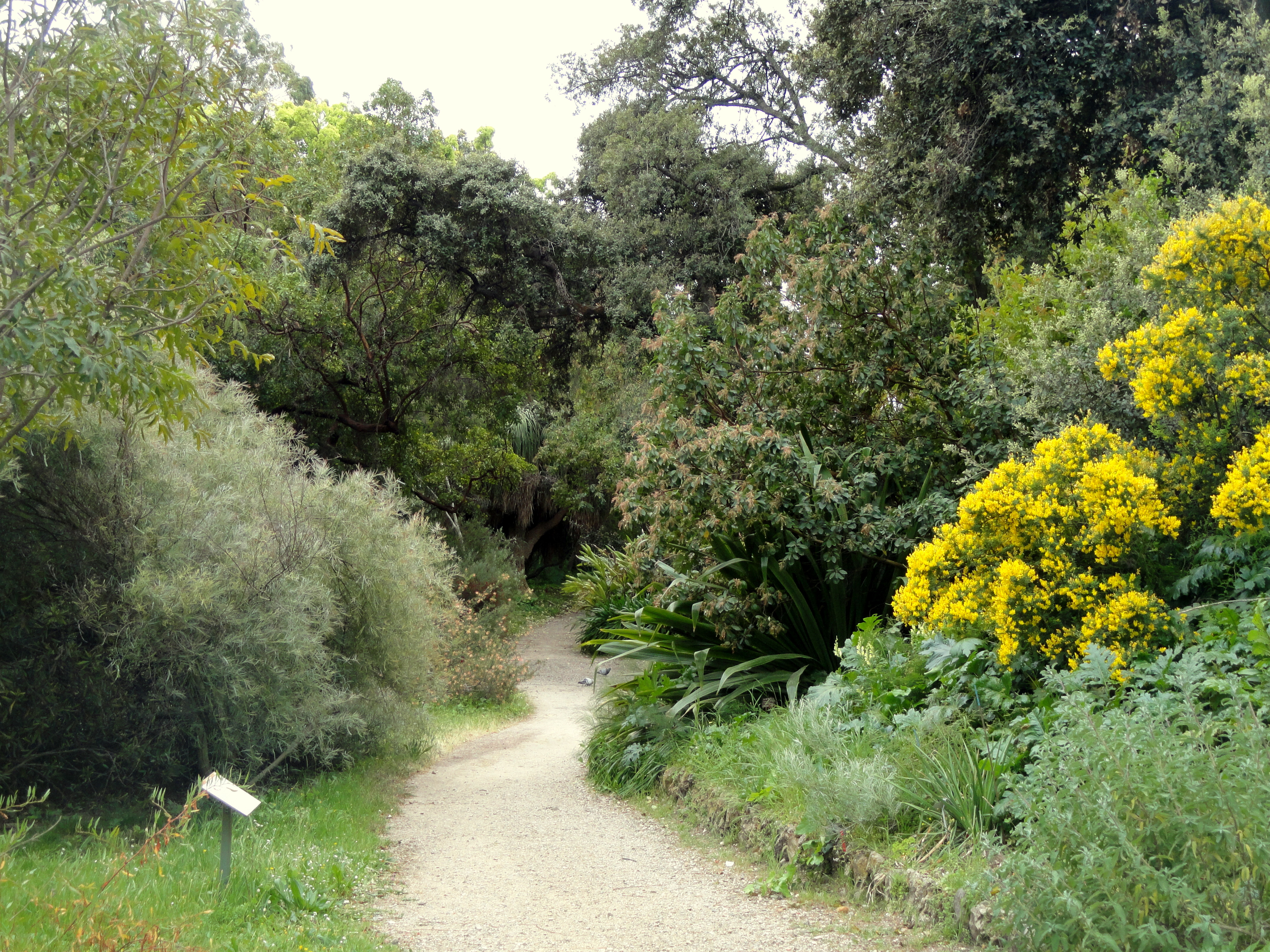
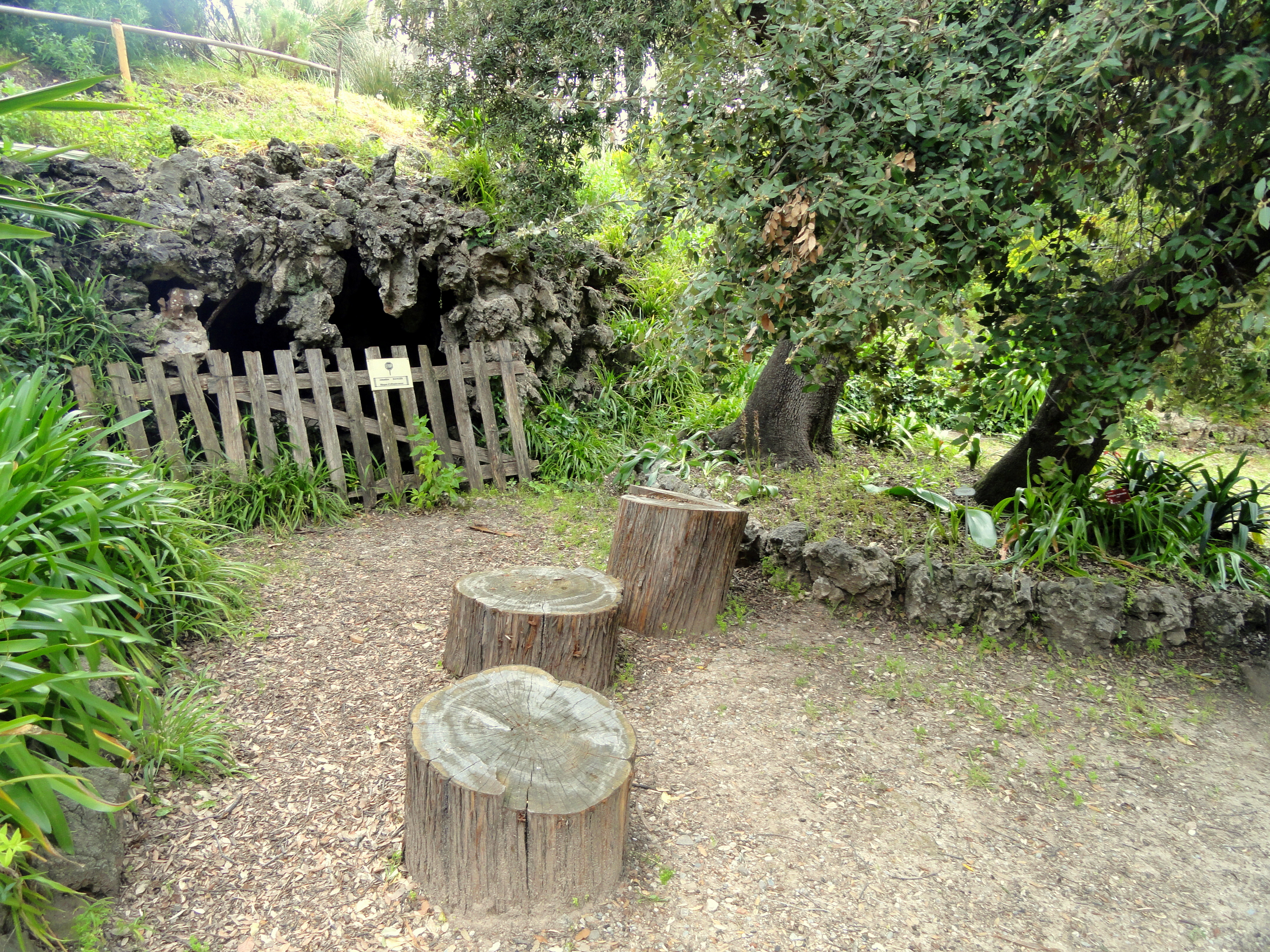
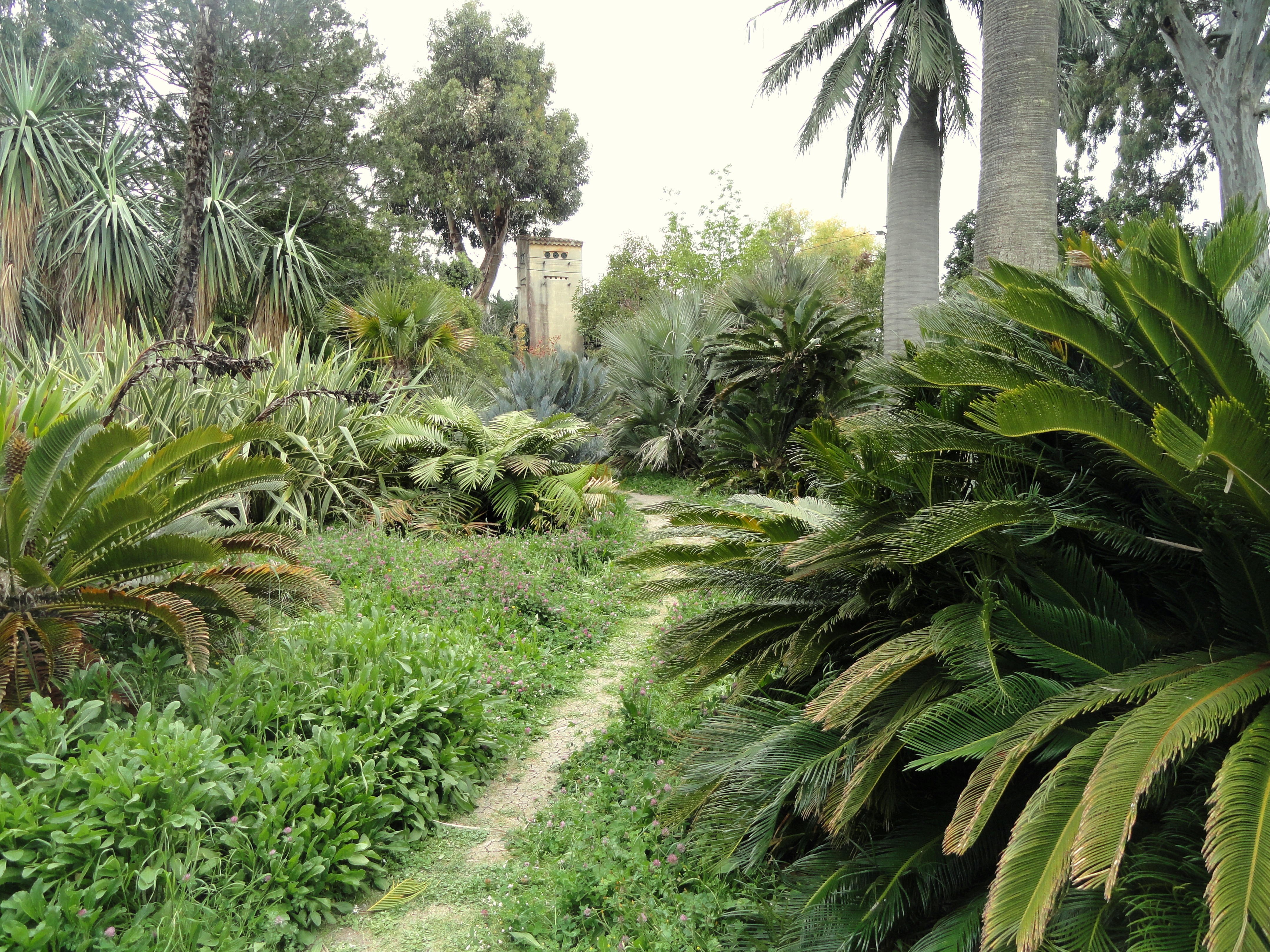
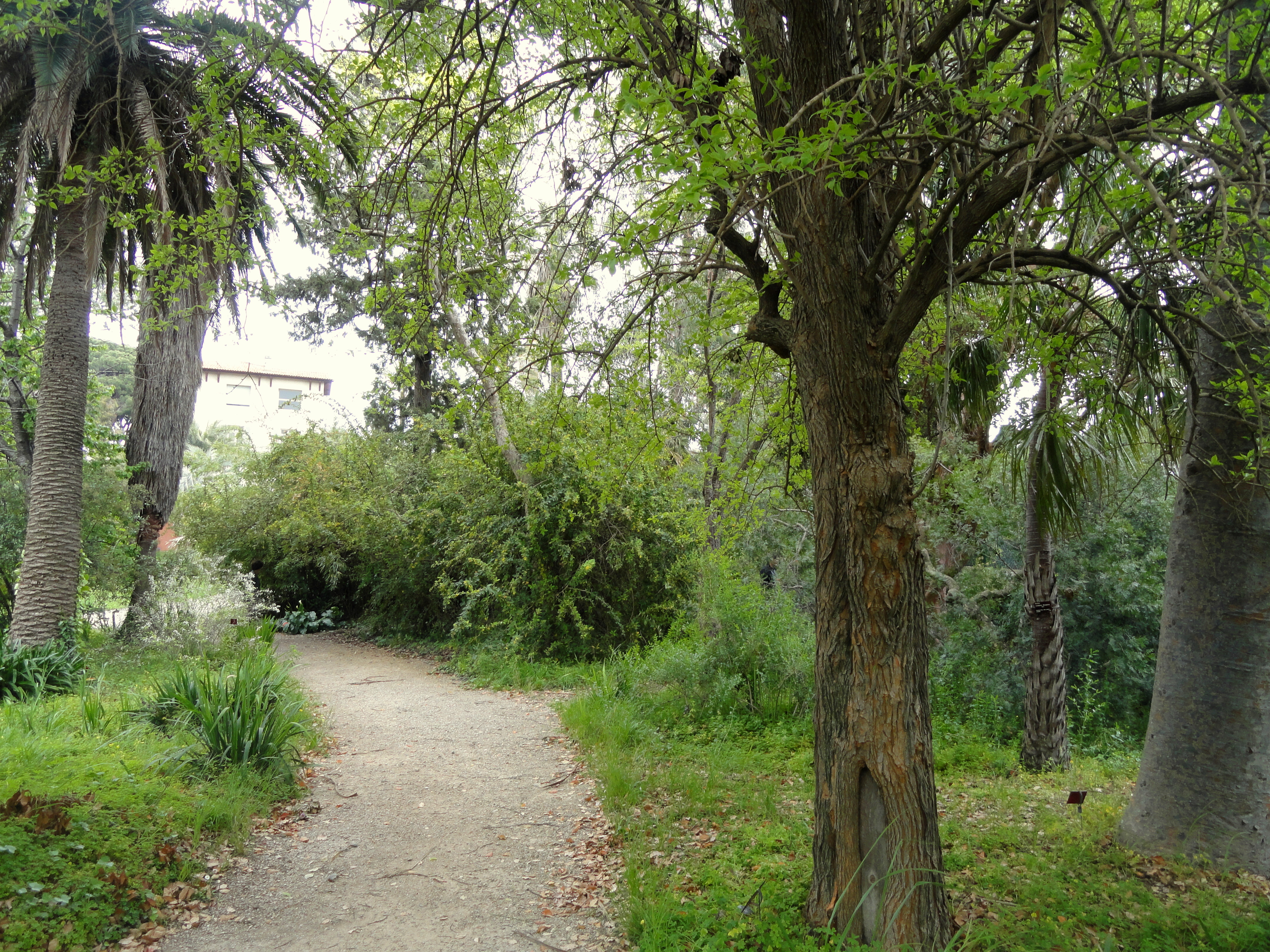
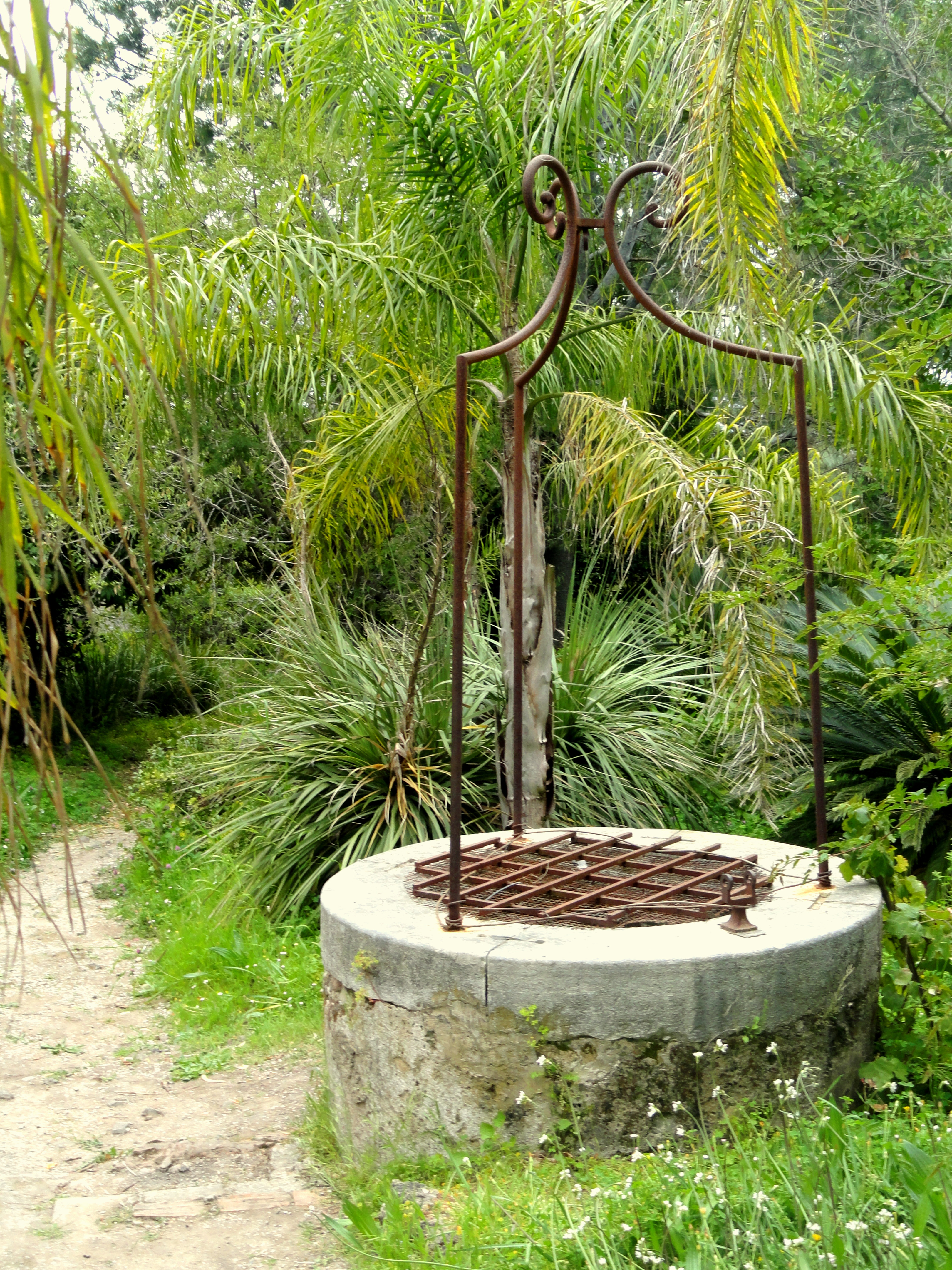

### Аквапарк-дельфинарий Маринлэнд
Маринлэнд (фр. Marineland) — аквапарк-дельфинарий, который посвящен морю и морской фауне. Он считается единственным аквапарком в Европе, который посвящен морской фауне и конкретно морю. В Маринлэнде можно посмотреть на шоу, которое устраивают с участием дельфинов, морских котиков и касаток. На территории морского парка оборудован специальный стеклянный туннель, длина которого 30 метров, который позволяет лучше рассмотреть морских обитателей.
Маринлэнд находится при въезде в город по шоссе № 7. По состоянию на февраль 2019 года парк открыт с 10:00 до 17:00.
При раннем бронировании, на сайте можно приобрести билет за 13 евро для взрослого (от 13 лет) и в кассе у парка за 39 евро. Дети до 3 лет могут посещать парк бесплатно. Детям от 3 до 12 лет включительно можно купить билет за 15,90 евро онлайн и за 32 евро в кассе.

### Заповедник «Джунгли бабочек»
В Антибе есть заповедник, который называется «Джунгли бабочек» (фр. Jungle aux Papillons). Он представляет собой оранжерею, в которой живут тысячи тропических бабочек. Здесь можно увидеть и мотыльков, муравьедов, пауков-птицеедов. Парк работает ежедневно с 10:00.

### Луна-парк
Луна-парк (фр. Antibes-Land)- это парк аттракционов в Антибе. Открыт ежедневно с июля по август с 10:00 до 19:00.

### Аквапарк
Аквапарк (фр. Aquasplash) работает ежедневно с 10:00 до 19:00 летом. На его территории есть водные аттракционы.

### Провансальская ферма
Провансальская ферма наглядно демонстрирует фермерский образ жизни. Площадь фермы — 1 гектар. Здесь работает кукольный театр, можно посмотреть на домашних животных, которые участвуют в представлениях. Ферма открыта весь год. На территории провансальской фермы водятся гуси, утки, куры.

### Цветочный парк Эксфлора
Площадь парка составляет 5 гектар.